# Chusaris nigromaculata
Chusaris nigromaculata är en fjärilsart som beskrevs av Alfred Ernest Wileman. Chusaris nigromaculata ingår i släktet Chusaris och familjen nattflyn. Inga underarter finns listade i Catalogue of Life.